# Westerlo
Ne doit pas être confondu avec Waterloo.
Westerlo est une commune néerlandophone de Belgique, située dans la province d'Anvers en Région flamande.
L'actuelle commune de Westerlo est issue de la fusion en 1977 des anciennes communes de Westerlo, Tongerlo, Zoerle-Parwijs et Oevel et inclut les hameaux de Voortkapel, Heultje et Oosterwijk.

## Géographie

### Situation
La commune est située à 30 km au sud-est d'Anvers, 40 km au nord-est de Bruxelles et 50 km au nord-ouest de Maastricht (Pays-Bas).
Elle est desservie par l'autoroute A13/E313 (Anvers-Liège) et par les routes N15 (vers Louvain et Bruxelles) et N19 (Malines-Turnhout).

### Sections de la commune
L'actuelle commune de Westerlo est issue des fusions de 1971 et 1977 des anciennes communes suivantes et inclut les hameaux de Voortkapel, Heultje et Oosterwijk.
| # | Section        | Superf. (km²) | Habitants (2020) | Habitants par km² | Code INS |
| - | -------------- | ------------- | ---------------- | ----------------- | -------- |
| 1 | Westerlo       | 26,82         | 11.698           | 436               | 13049A   |
| 2 | Tongerlo       | 20,40         | 7.492            | 367               | 13049B   |
| 3 | Zoerle-Parwijs | 1,54          | 2.294            | 1.488             | 13049C   |
| 4 | Oevel          | 6,63          | 3.617            | 546               | 13049D   |

### Relief et hydrographie
La commune est longée au nord par le canal Albert (limite de la commune), qui relie Anvers (sur l'Escaut) à Maastricht (sur la Meuse).
Westerlo est arrosée par la grande Nèthe et Tongerlo par la Wimp.

### Faune et flore
Le village a reçu le surnom de groene parel der Kempen (« la perle verte de la Campine »), en référence aux bois qui l'entourent, dont les principaux sont De Beeltjens, Het Riet et De Kwarekken. Ils sont pourvus de sentiers qui font de Westerlo une destination appréciée des promeneurs.
Le sol sableux caractéristique des Campines[pas clair] a pour conséquence une domination des pins sur les feuillus.

## Histoire

### Moyen Âge
Le nom du village apparaît dès le Xe siècle. Il fait partie du duché de Brabant, fief du Saint-Empire romain germanique.

### Époque moderne
La maison de Merode (branche de Westerlo) en détient la seigneurie du XVe siècle jusqu'à l'annexion des Pays-Bas autrichiens par la République française (1794), l'église appartenant cependant au chapitre de l'église Saint-Martin d'Utrecht, détenteur d'autres biens dans le village.
En 1625, Westerlo reçoit le titre de marquisat du roi d'Espagne, duc de Brabant et souverain des Pays-Bas méridionaux, dits Pays-Bas espagnols, en opposition aux Provinces-Unies, instituée en 1581-1585.

### Période des révolutions (1789-1830)
Westerlo est un foyer important du boerenkrijg, la révolte des paysans brabançons contre l'annexion française en 1798.
Certains membres de la famille de Merode jouent un rôle important dans la guerre d'indépendance de la Belgique en 1830, notamment Félix de Merode et Frédéric de Merode.

## Héraldique
|  | La commune a des armoiries qui ont été octroyées le 6 octobre 1819, de nouveau le 29 avril 1842, puis confirmées le 21 novembre 1989. Elles sont mentionnées pour la première fois en 1644 et les armoiries actuelles sont identiques à celles de 1644. Elles représentent une porte de château avec quatre tours, sur chacune desquelles se trouvent deux petits écus, l'un avec les trois barres rouges des princes de Mérode, l'autre avec Saint-Martin coupant son manteau pour un mendiant. Lorsqu'en 1819, le bourgmestre a demandé les armoiries, il n'a envoyé que le sceau local, sans fournir d'indications sur les couleurs. Les armoiries ont donc été attribuées aux couleurs nationales du royaume uni des Pays-Bas (1815-1830), bleu et or ; l'image de Saint Martin figurant sur le sceau n'a pas été reconnue, ni comprise comme représentant un homme à cheval. De nouvelles armoiries ont été octroyées après l'indépendance de la Belgique : les couleurs du bouclier de Mérode ont été corrigées et Saint Martin correctement représenté. Blasonnement : D'azur à un château en brique avec quatre tours d'angle et une tour à porte ouverte avec pont-levis abaissé, derrière lequel émerge à gauche une fine flèche, tous d'or; au pied du coin droit se dresse un blason : d'or à quatre tranches de gueules et à un ourlet festonné d'azur, le bouclier surmonté d'une couronne à trois fleurons séparés par deux groupes de cinq perles dont l'une est surélevée d'or; au pied du coin gauche se dresse un blason : d'or un Saint-Martin de paresse, le bouclier surmonté d'une couronne de onze perles, dont trois sont surélevées, en or. (Traduction libre) Source du blasonnement : Heraldy of the World. |

## Démographie

### Évolution démographique: Avant la fusion des communes
- Sources : INS, Rem. : 1831 jusqu'en 1970 = recensements[3].

### Évolution démographique: Commune fusionnée
En tenant compte des anciennes communes entraînées dans la fusion de communes de 1977, Westerlo, d'Oevel, de Tongerlo et de Zoerle-Parwijs, on peut dresser l'évolution suivante :
- Source : DGS - Remarque : 1806 jusqu'à 1981 = recensement ; depuis 1990 = nombre d'habitants chaque 1er janvier[4]

## Villes jumelles
La commune entretient des liens de jumelage avec :
- Ottersweier (Allemagne) depuis 1962 ;
- Oirschot (Pays-Bas) depuis 1980 ;
- Westerlo (New York) (États-Unis) depuis 1988.

## Patrimoine
Le château de Westerlo est toujours habité par la famille de Merode.
Le portail du château est représenté sur les armoiries du village.
La maison communale (ancien château de la comtesse Jeanne de Merode) a été rénovée en 2004.

## Traditions
Le saint patron de Westerlo est saint Sébastien, en l'honneur de qui une guilde d'archers organise chaque année[Quand ?] une fête folklorique.

## Personnalités
- E. J. van Gansen est un des principaux participants du boerenkrijg (1798) ; il est honoré par une rue du centre-ville
- Frédéric de Merode
- Félix de Merode